# Veřejná bezpečnost

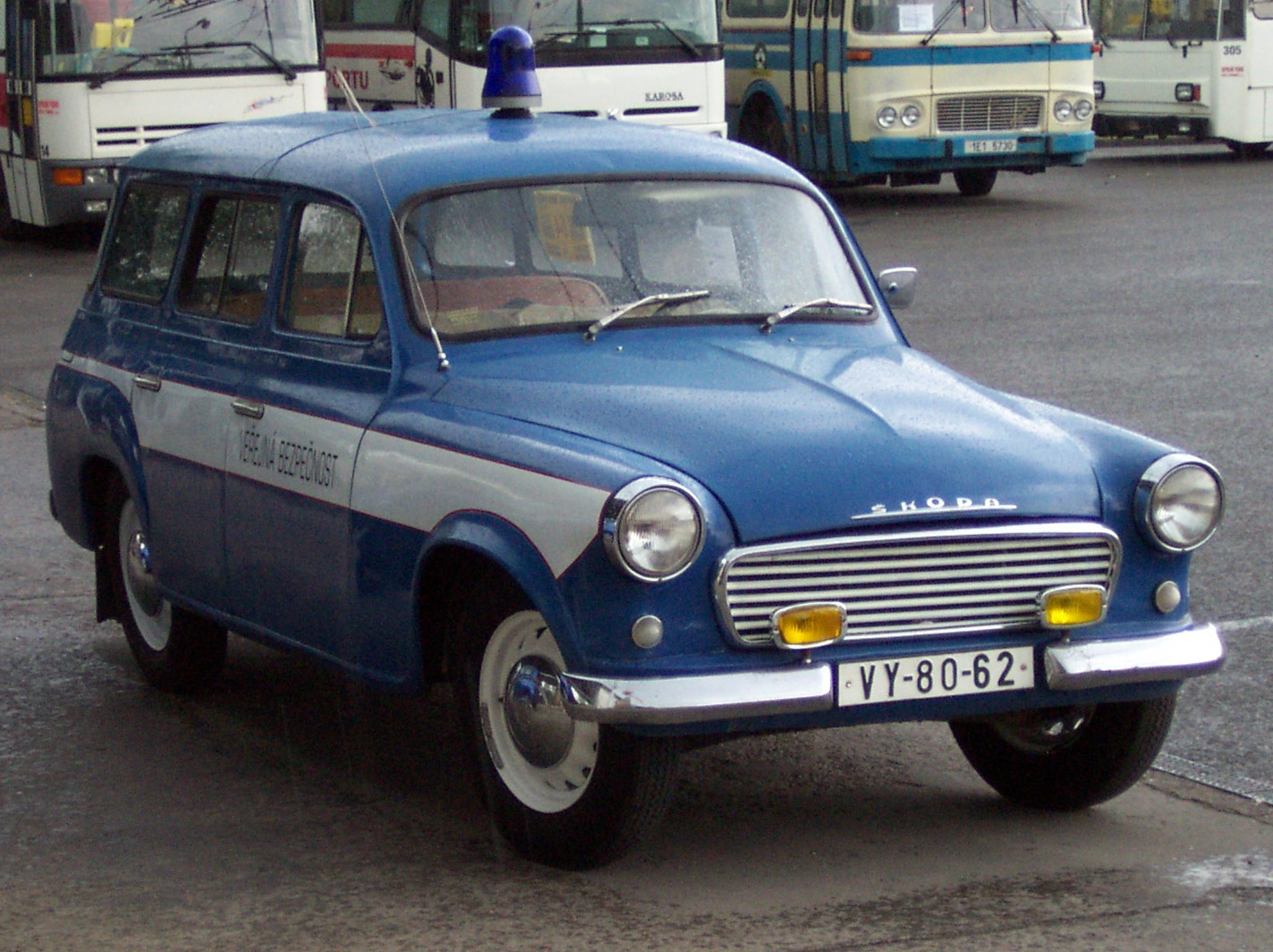
Škoda 1202 používaná Sborem národní bezpečnosti v šedesátých letech.

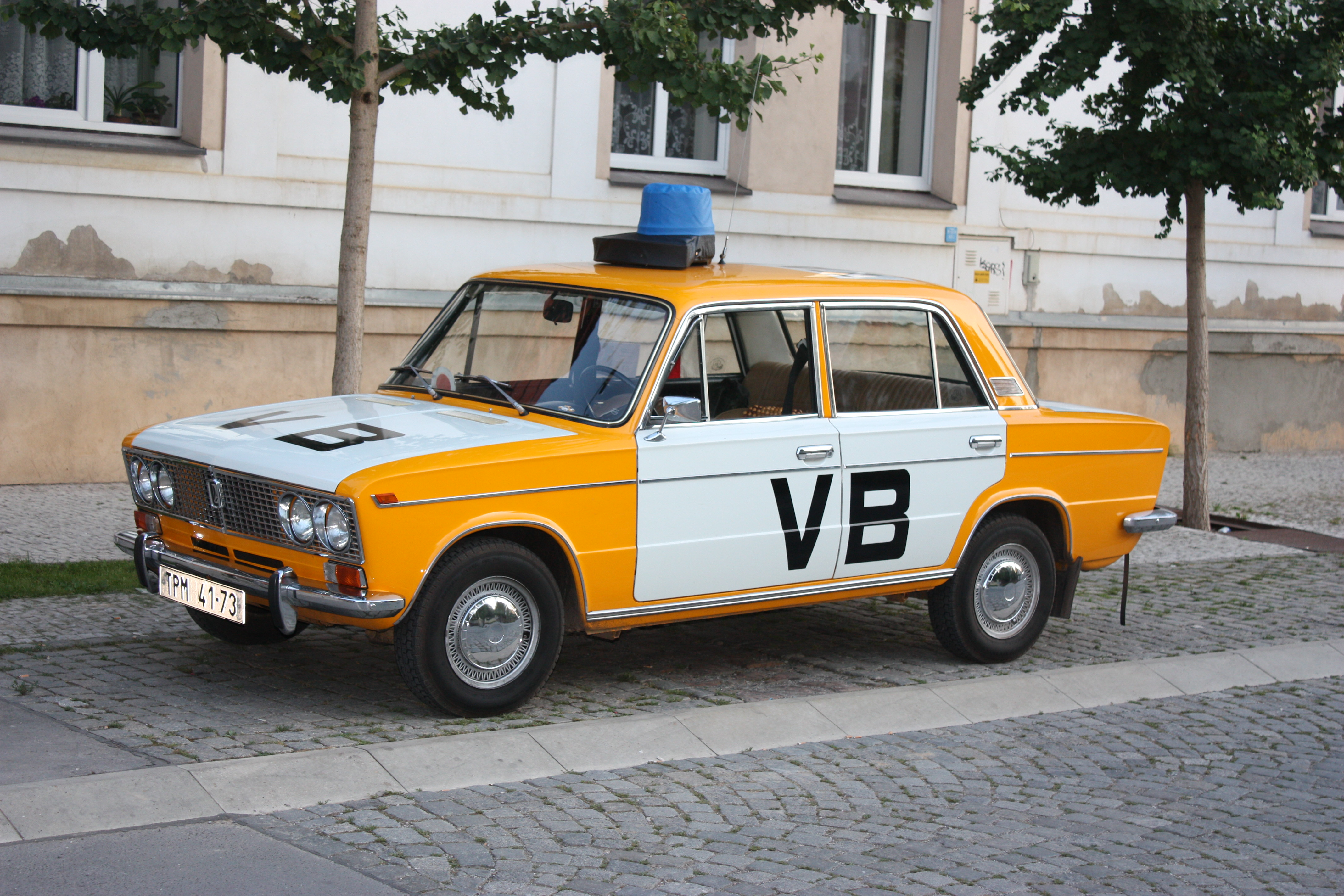
Lada 2103 v historických barvách Veřejné bezpečnosti (fotka z roku 2009).

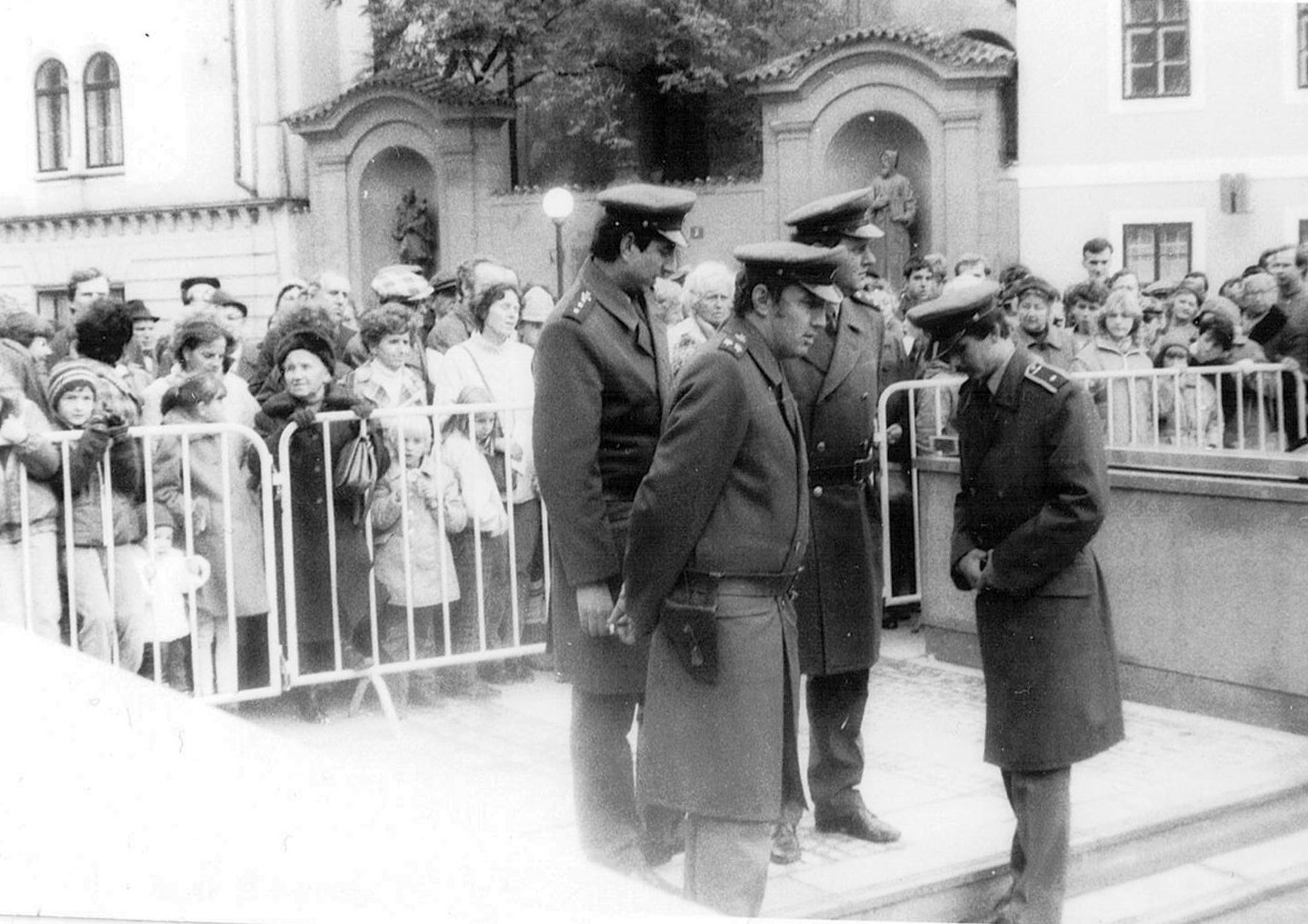
Listopad 1985, Veřejná bezpečnost asistuje při otevírání trasy B pražského metra.

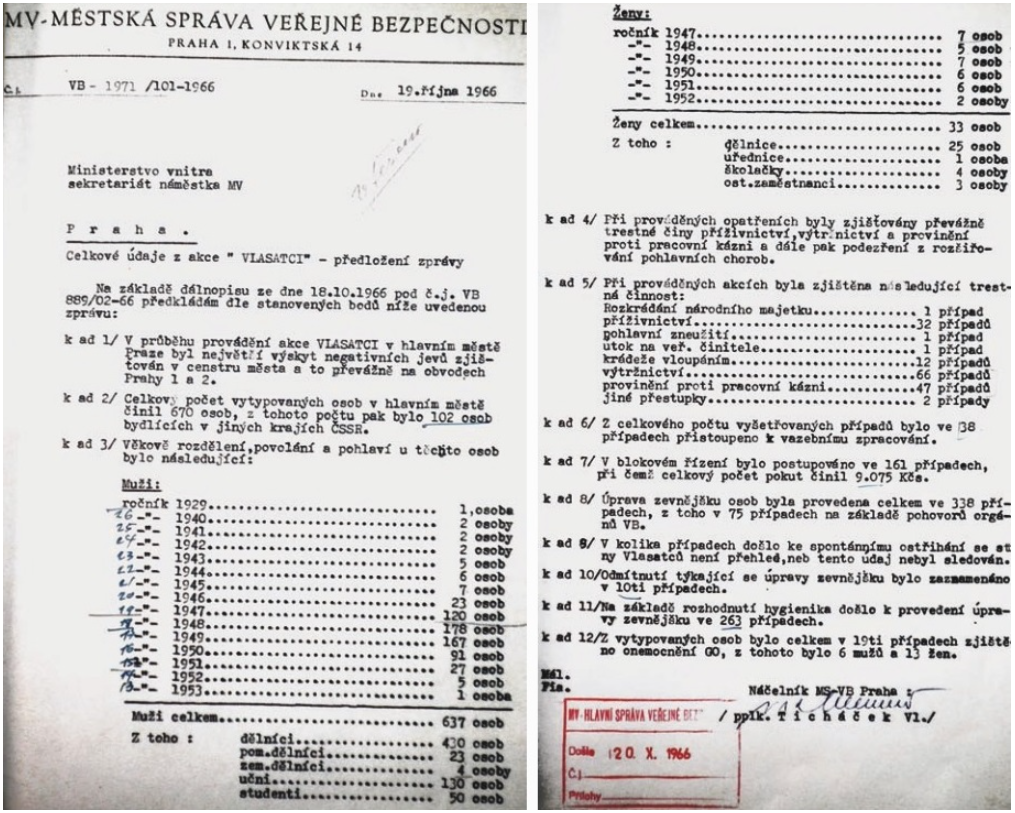
Hlášení okolo akce "Vlasatci" (datováno: 19. října 1966).

Veřejná bezpečnost (hovorově jen bezpečnost, slovensky Verejná bezpečnosť), zkráceně označována VB, byla v letech 1947–1991 složkou československého Sboru národní bezpečnosti a vykonávala policejní činnost v oblasti ochrany života a zdraví občanů, ochrany veřejného pořádku, vyšetřování trestných činů, dohledu nad silničním provozem apod. VB přímo podléhala československému Ministerstvu vnitra, od 1. 1. 1969 potom jednotlivým národním ministerstvům vnitra (MV ČSR a MV SSR).
Někdy používané označení „uniformovaná složka“ není přesné, neboť řada příslušníků VB z titulu funkce používala civilní oděv (např. kriminalisté).

## Členství příslušníků VB v KSČ
V lednu 1948 bylo členy KSČ zhruba 32 % příslušníků VB, po Únoru 1948 byl vstup do KSČ otevřen všem příslušníkům SNB a stranická organizovanost dosáhla 95,7 % k 31. 12. 1949. V následujících letech pak klesala v důsledku reorganizací, propouštění politicky nevhodných příslušníků, přeregistrací členů strany apod. Přesto zřejmě nikdy neklesla pod 50 %.
Vysoké počty příslušníků VB (bez ohledu na konkrétní zařazení) v KSČ jsou udávány i v období normalizace: v roce 1972 bylo v KSČ 65 % příslušníků VB, v roce 1975 68 % a počty zvolna narůstaly až k rekordnímu číslu 75,6 % příslušníků VB, kteří byli členy KSČ k 31. 12. 1988. Novela Zákona o SNB ze 14. března 1990 doplnila ustanovení, která naopak všem příslušníkům SNB po dobu trvání jejich služebního poměru přerušila členství a činnost v politických stranách a hnutích.

## Složky VB
- pořádková služba – pochůzková a hlídková činnost, zejména s dohledem nad dodržováním veřejného pořádku
- dopravní služba – dopravní hlídky, kontrola pořádku v dopravě přímo v provozu; mimo to pak evidence řidičů a evidence motorových vozidel v rámci tzv. Dopravního inspektorátu na okresním ředitelství
- správní služba – evidence obyvatelstva, vydávání občanských průkazů, zbrojních průkazů apod.
- kriminální služba – vyšetřování trestných činů a shromažďovaní důkazního materiálu pro trestní stíhání
- Kriminalistický ústav – podpůrná složka pro všechny součásti SNB, pracující na rozborech a spolupracující při rozkrývání obecné a ekonomické kriminality
- Pohotovostní pluk (1969–1990) – represivní složka určená k přímému potlačování občanských nepokojů a demonstrací

## Označení příslušníků VB

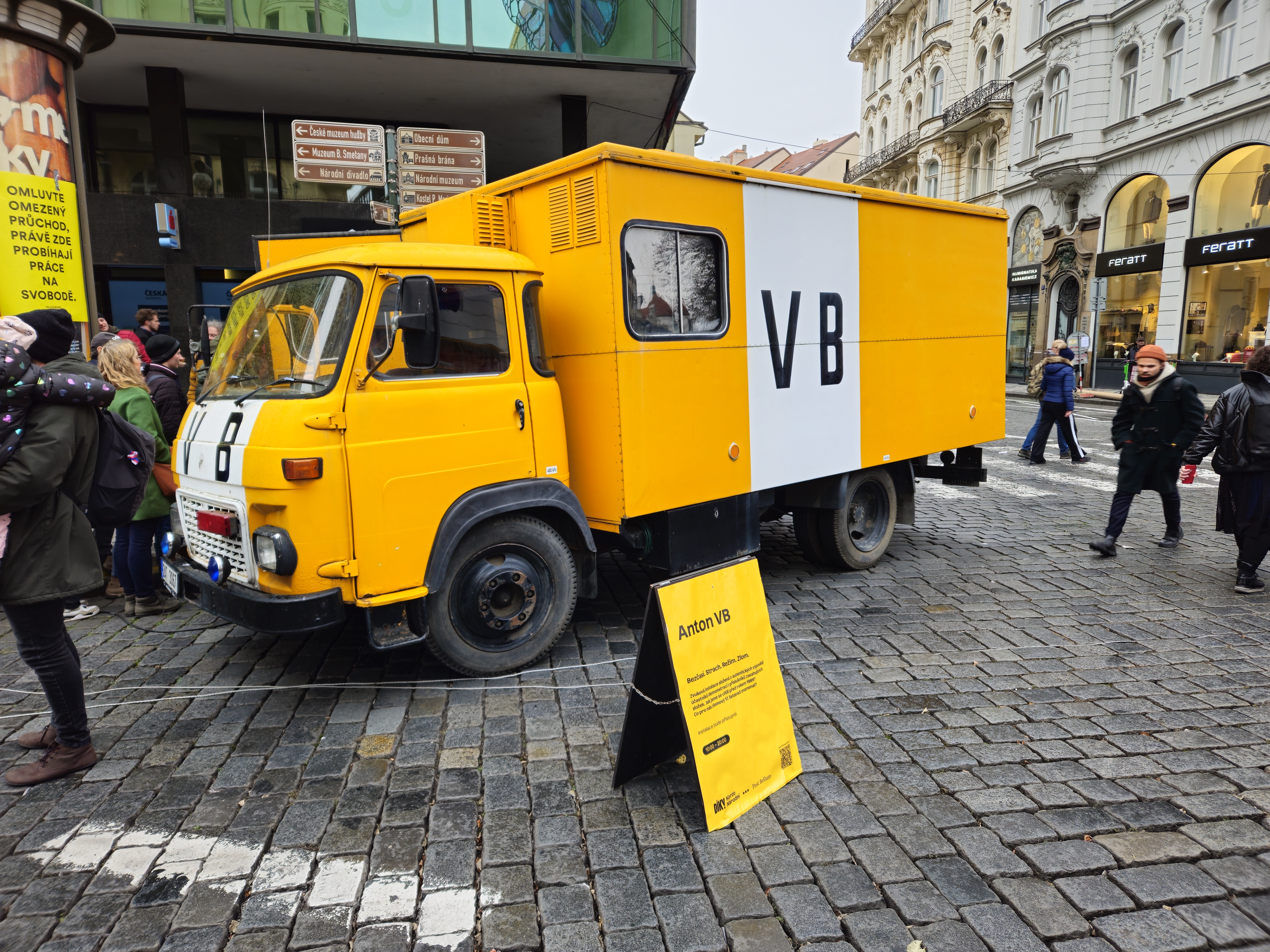
Anton (Avia A21) Veřejné bezpečnosti - fotografie vznikla na Pražské Národní třídě, během vzpomínkové akce uspořádané ve věci 35. výročí událostí Sametové revoluce (17.11.2024).

Předpis o služebním stejnokroji, odznacích a jiné výstroji, jakož i o povinnosti příslušníků je nosit, vydával přímo ministr vnitra.
1) Od vzniku SNB byli členové VB organizováni vojensky a nosili upravené vojenské uniformy „britského“ střihu vzor 1946 v barvě khaki.
2) Rozkazem ministra národní bezpečnosti č. 32/1952 ze dne 25. 11. 1952 byl „s okamžitou platností“ zaveden stejnokroj vzor 1952, modré barvy a vojenského střihu – mj. jezdecké kalhoty a vysoké boty, všechny knoflíky zlaté s pěticípou hvězdou, jednotná čepice–brigadýrka byla modré barvy s višňovým okolkem a na ní byl umístěn odznak v podobě pěticípé zlatě lemované rudé hvězdy a se stříbrným lvem malého státního znaku. Tento rozkaz byl velmi obecný, podrobný popis byl pak uveden ve stejnokrojovém předpisu ministerstva. Vzhledem k tomu, že nebylo v silách oděvních závodů vyrábět nové stejnokroje v dostatečném množství, byl rozkazem ministra národní bezpečnostni č. 15/1953 ze dne 25. 4. 1953 zaveden výkon služby v modrých uniformách v Praze od 1. 5. 1953 a v ostatních krajích podle možností, vždy však až poté, co nové stejnokroje budou k dispozici pro všechny příslušníky VB v uvedeném kraji. Stejnokroj vzor 1952 byl tmavě modrý (tzv. „švestky“) a mimo jiné zaváděl tuhé nárameníky podle sovětského vzoru, včetně pojmenování některých hodností - např. hodnost staršina.
3) Počátkem 60. let byl zaveden stejnokroj vzoru 1961, podobného střihu jako předchozí, ale základní barva se změnila na pastelově modrou (tzv. „pastelky“) a tuhé nárameníky byly nahrazovány látkovými podle československých zvyklostí. Novým prvkem stejnokroje byla tzv. bundokošile v moderním střihu, která se nezastrkovala do kalhot.
4) Koncem 60. let se začaly zavádět stejnokroje vzor 1967 v zelené barvě (tzv. „olivy“), které vydržely ve výstroji až do zrušení SNB a VB v roce 1991. V 80. letech bylo na nárameníky zavedeno označení SNB (na Slovensku ZNB).
5) Pohotovostní motorizovaná jednotka Praha byla, jako jediná v zemi, zkušebně vystrojena uniformami petrolejové barvy vzoru 1988, které byly šité z materiálu původně určeného na slavnostní uniformy příslušníků VB.

## Služební hodnosti příslušníků VB

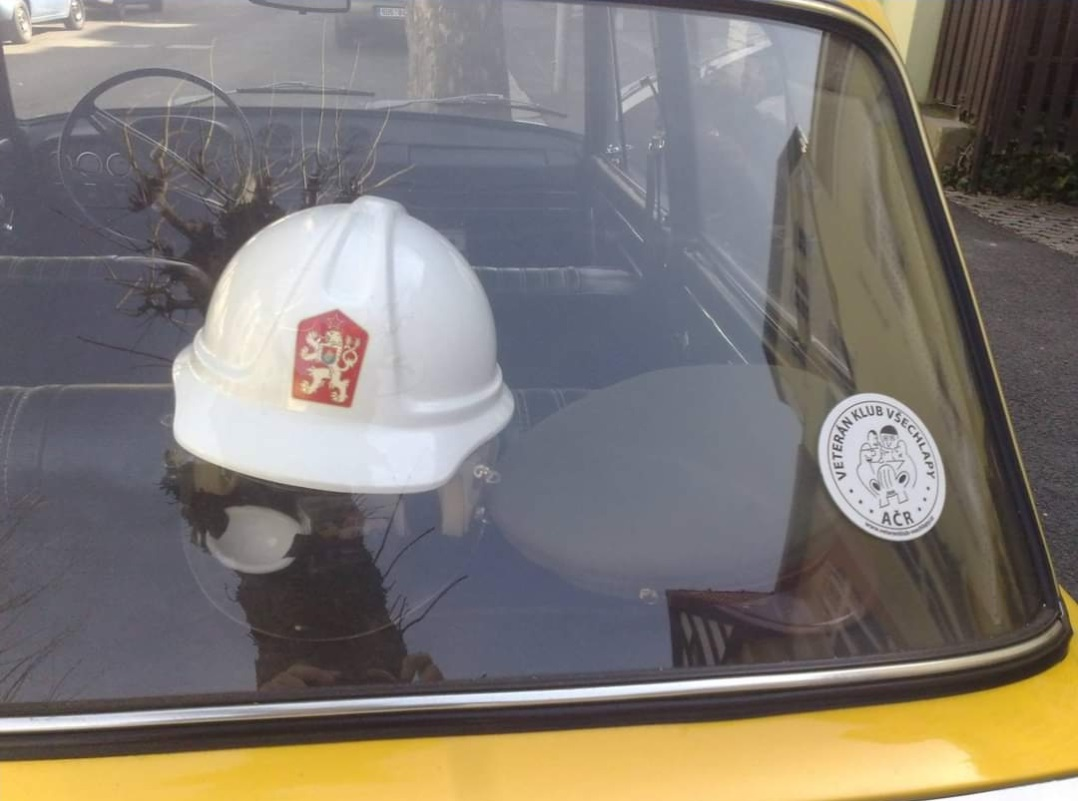
Přilba a brigadýrka používaná Veřejnou bezpečností.

Podle § 8 Zákona 100/1970 Sb., o služebním poměru příslušníků SNB, platily pro příslušníky VB následující služební hodnosti:
a) hodnosti praporčické:
- Rotný (stříbrná hvězda)
- Strážmistr (dvě stříbrné hvězdy)
- Nadstrážmistr (tři stříbrné hvězdy)
- Podpraporčík (stříbrná hvězda ve stříbrném lemování)
- Praporčík (dvě stříbrné hvězdy ve stříbrném lemování)
- Nadpraporčík (tři stříbrné hvězdy ve stříbrném lemování)

b) hodnosti důstojnické:
- Podporučík (zlatá pěticípá hvězda)
- Poručík (dvě zlaté hvězdy)
- Nadporučík (tři zlaté hvězdy)
- Kapitán (čtyři zlaté hvězdy)
- Major (zlatá hvězda ve zlatém lemování)
- Podplukovník (dvě zlaté hvězdy ve zlatém lemování)
- Plukovník (tři zlaté hvězdy ve zlatém lemování)

c) hodnosti generálské:
- Generálmajor (zlatá hvězda a dvojité zlaté lemování)
- Generálporučík (dvě zlaté hvězdy ve dvojitém lemování)
- Generálplukovník (tři zlaté hvězdy ve dvojitém lemování, v praxi se tato hodnost ve složkách SNB nepoužívala)

## Zánik Veřejné bezpečnosti
Na rozdíl od Státní bezpečnosti, která zanikla rozkazem ministra vnitra Richarda Sachera 1. února 1990, byly části Veřejné bezpečnosti na základě Zákona č. 283/1991 Sb. ze dne 21. června 1991, o Policii České republiky, přeměněny dne 15. července 1991 v Policii České republiky, obdobným zákonem SNR v Policejní sbor Slovenské republiky a zákonem Federálního shromáždění 333/1991 Sb. ve Federální policejní sbor a Sbor hradní policie.